# Fotogramas de Plata 1999
La 50a cerimònia de lliurament dels Fotogramas de Plata 1999, lliurats per la revista espanyola especialitzada en cinema Fotogramas, va tenir lloc l'1 de març de 2000 al Círculo de Bellas Artes de Madrid, coincidint amb el 50è aniversari de l'entrega dels guardons. La gala fou presentada per l'actriu Anabel Alonso i es va produir un accident quan el pastís artificial amb espelmes que havia de baixar del sostre es va desprendre i va ferir alguns assistents.

## Candidatures

### Millor pel·lícula espanyola
| Pel·lícula | Director        | Resultat   |
| ---------- | --------------- | ---------- |
| Solas      | Benito Zambrano | Guanyadora |

### Millor pel·lícula estrangera
| Pel·lícula       | Director           | Resultat   |
| ---------------- | ------------------ | ---------- |
| Avui comença tot | Bertrand Tavernier | Guanyadora |

### Millor actriu de cinema
| actriu               | Pel·lícula             | Resultat   |
| -------------------- | ---------------------- | ---------- |
| Aitana Sánchez-Gijón | Volavérunt Celos Yerma | Candidata  |
| Cecilia Roth         | Todo sobre mi madre    | Guanyadora |
| María Galiana        | Solas Yerma            | Candidata  |

### Millor actor de cinema
| Actor                 | Pel·lícula                                                           | Resultat  |
| --------------------- | -------------------------------------------------------------------- | --------- |
| Francisco Rabal       | Goya en Burdeos Esclat de passions Un día bajo el sol                | Guanyador |
| Fernando Fernán Gómez | Todo sobre mi madre Pepe Guindo La lengua de las mariposas           | Candidat  |
| Jordi Mollà           | Nadie conoce a nadie El pianista Un dólar por los muertos Volavérunt | Candidat  |

### Millor actor de televisió
| Actor             | Sèrie de televisió      | Resultat  |
| ----------------- | ----------------------- | --------- |
| Antonio Hortelano | Compañeros              | Candidat  |
| Javier Cámara     | 7 vidas                 | Guanyador |
| Joel Joan         | Periodistas Plats bruts | Candidat  |

### Millor actriu de televisió
| Actriu         | Sèrie de televisió | Resultat   |
| -------------- | ------------------ | ---------- |
| Amparo Baró    | 7 vidas            | Guanyadora |
| Eva Santolaria | Compañeros         | Candidata  |
| Luisa Martín   | Médico de familia  | Candidata  |

### Millor actriu de teatre
| Actriu           | Muntatge                     | Resultat   |
| ---------------- | ---------------------------- | ---------- |
| Àngels Gonyalons | Chicago (musical)            | Candidata  |
| Núria Espert     | Quien teme a Virginia Woolf? | Candidata  |
| Beatriz Carvajal | Misery                       | Guanyadora |

### Millor actor de teatre
| Actor/Companyia   | Muntatge                                       | Resultat  |
| ----------------- | ---------------------------------------------- | --------- |
| Adolfo Marsillach | Quien teme a Virginia Woolf?                   | Candidat  |
| Juan Diego        | El lector por horas                            | Candidat  |
| Juan Echanove     | Cómo canta una ciudad de noviembre a noviembre | Guanyador |